# Tatort: Vergebung
Vergebung ist ein Fernsehfilm aus der Krimireihe Tatort. Der vom Südwestrundfunk produzierte Beitrag ist die 1250. Tatort-Episode und wurde am 19. November 2023 im SRF, im ORF und im Ersten ausgestrahlt. Das Stuttgarter Ermittlerduo Lannert und Bootz ermittelt in seinem 31. Fall.

## Handlung
Am Neckar wird die Leiche eines Mannes angeschwemmt. Er war zwar schwer krank und ist offensichtlich ertrunken, aber Fremdeinwirkung ist nicht auszuschließen. Daher nehmen Thorsten Lannert und Sebastian Bootz die Ermittlungen auf. Der Tote, Mathias Döbele, war ein enger Jugendfreund des zuständigen Rechtsmediziners Dr. Daniel Vogt. Er hatte Vogt vor seinem Tod auf dessen Anrufbeantworter um einen Rückruf gebeten. Vogt ist schockiert, sagt den Polizisten aber nicht, dass er den Toten kennt. Erst bei der Identifizierung durch dessen Witwe Sandra stellt sich heraus, dass Matthias, Sandra und Daniel zusammen aufgewachsen sind.
Vogt stellt fest, dass Döbele an fortgeschrittenem Krebs litt, in seinem Blut finden sich Alkohol und das ihm verschriebene starke Schmerzmittel Fentanyl, welches durch den Alkohol zu einer Dosisüberhöhung geführt haben dürfte. Nach Aussage seines Sohnes Thomas hat Döbele allerdings seit zwei Jahren keinen Alkohol mehr getrunken. Döbeles Witwe, die als Pflegerin arbeitet, rückt in den Fokus der Ermittlungen. 
Vogt und Döbele sind die einzigen Mitwisser der Todesumstände ihres gleichaltrigen Freundes Jonas Lentowski, der im Alter von 14 Jahren ertrunken ist. Dessen Vater Hans Lentowski gesteht Vogt, dass er Döbele am Abend seines Todes getroffen und ihn dazu gebracht habe, mit ihm Alkohol auf seinen verstorbenen Sohn zu trinken. Angeblich habe er ihn allein, aber lebend am Flussufer zurückgelassen. Vogt sucht Lentowski auf und verrät ihm in einem Gespräch, dass er den Tod von Jonas mit verursacht habe, weil er ihn zusammen mit Mathias Döbele bei einem Streit unter Wasser gedrückt habe. Lentowski erklärt Vogt, dass der Tod wohl wegen Jonas’ angeborenem Herzfehler, von dem die Jugendlichen nichts gewusst hatten, so schnell eingetreten sei. Lentowski fährt mit Vogt dort an den Neckar, wo sein Sohn ertrunken ist. Er schlägt Vogt dort nieder, fesselt ihn an Händen und Füßen und wirft ihn in den Fluss – so wie er es zuvor mit Döbele gemacht hatte. Lannert und Bootz können Vogt in letzter Sekunde retten und Hans Lentowski festnehmen.

## Hintergrund
Der Darsteller des Rechtsmediziners Dr. Daniel Vogt, Jürgen Hartmann, hatte die Idee zu dieser Folge. Darauf aufbauend verfassten Regisseur Rudi Gaul und Katharina Adler das Drehbuch.

„Ich habe die Idee der SWR-Redaktion und dem Produzenten gepitcht und gleich gemerkt, dass sie verfängt. […] Wir haben dann gemeinsam überlegt, welche Ästhetik und Erzählweise gut dazu passen könnte, und sind auf Rudi Gaul und Katharina Adler gekommen. […] Rudi war von der Idee begeistert – und ab dem Zeitpunkt war ich raus.“

Der Film wurde vom 26. April 2022 bis zum 30. Mai 2022 in Stuttgart und Baden-Baden gedreht. Die Premiere fand am 29. Mai 2023 auf dem SWR-Sommerfestival in Stuttgart statt.

## Soundtrack
Folgende Musiktitel sind in der Episode zu hören
- Jim Steinman: Total Eclipse of the Heart
- David Bowie: Heroes
- P.J. Hanseroth: The Wheels of Laredo
- Led Zeppelin: Stairway to Heaven
- Norman Whitfield: Papa Was a Rollin’ Stone
- Branko Galoic: Million Ways

## Rezeption

### Kritik
Das Lexikon des Internationalen Films bewertete den Film mit drei von fünf möglichen Sternen. Dass er auf eine Nebenfigur zentriert ist, die gegen die eigentlichen Ermittler gestellt wird, funktioniere „als erzählerisches Experiment dank guter Atmosphäre und Darstellung weitgehend“. Daneben lasse sich verschmerzen, dass der Fall „im Grunde wenig spektakulär und spannend“ sei. Im Tagesspiegel urteilte Markus Ehrenberg begeistert, der Film sei ein „hinreißender“ Stuttgarter Tatort, „der einen auf mehreren Ebenen packt und von der ersten bis zur letzten Minute nicht loslässt“. Die Frankfurter Allgemeine sprach von einem "poetischen Film". Die Süddeutsche lobte die Grundidee und das starke Spiel von Jürgen Hartmann. Auch die taz lobte den Fall trotz einiger handwerklicher Schwächen.

### Einschaltquoten
Die Erstausstrahlung von Vergebung am 19. November 2023 wurde in Deutschland von 9,57 Millionen Zuschauern gesehen und erreichte einen Marktanteil von 31,7 % für Das Erste.